# Zofia Posmysz
Zofia Posmysz-Piasecka (n. 23 august 1923, Cracovia, Polonia – d. 8 august 2022, Oświęcim, voievodatul Polonia Mică, Polonia) a fost o jurnalistă, scriitoare şi scenaristă polonă. A luptat de partea rezistenței în cel de-al Doilea Război Mondial şi a supraviețuit încarcerării în lagărele de concentrare Auschwitz şi Ravensbrück. Mărturia sa autobiografică al Holocaustului din Polonia ocupată, ,,Pasagerul din cabana 45, a devenit baza romanului său din 1962, ,,Pasager, care va avea să fie tradus în 15 limbi. Scenariul original de dramă radio a fost adaptat pentru mediul cinematografic, având să fie un film de succes, câştigător de premii. Romanul a fost adaptat într-o operă cu acelaşi nume; muzica: Mieczysław Weinberg.